# Varšavski radijski stolp
Varšavski radijski stolp (poljsko Maszt radiowy w Konstantynowie) je bil 646,38 m visok radijski stolp v kraju Konstantynów, Gąbin, Poljska. Do 8. avgusta 1991, ko se je podrl, je bil najvišja stuktura na svetu. Je tudi druga najvišja struktura na svetu kdajkoli zgrajena, višji je samo Burdž Kalifa (828 m), ki so ga končali leta 2010. Presegel ga bo tudi Kraljevi stolp, ki ga gradijo v Saudovi Arabiji in bo visok okrog 1000 metrov.
Stolp je zasnoval Jan Polak, konstrukcija se je začela julija 1970, končala pa 18. maja 1974. Uporabljala ga je poljska Radio/TV družba Centrum Radiowo-Telewizyjne. Signale 2 MW oddajnika je bilo možno sprejemati po vsem svetu. Teža stolpa ni povsem točno znana, poljski viri navajajo 420 ton. Stolp je imel tudi dvigalo, ki se je dvigalo s hitrostjo 0,35 m/s - vožnja do vrha je trajala okrog 30 minut.
Stolp se je porušil 8. avgusta 1991 med vzdrževanjem napenjalnih žic. Razmišljali so tudi o postavitvi novega stolpa.